# Blondelia cinerea
Blondelia cinerea là một loài ruồi trong họ Tachinidae.